# Kolpophis annandalei
Kolpophis annandalei är en ormart som beskrevs av Frank Fortesque Laidlaw 1901 och av den brittiske herpetologen Malcolm Arthur Smith 1943. Kolpophis annandalei är ensam i släktet Kolpophis som ingår i familjen giftsnokar och i underfamiljen havsormar. IUCN kategoriserar arten globalt som otillräckligt studerad. Inga underarter finns listade.

## Utbredning
Arten förekommer från Kambodja och Thailand söderut ner till Indonesien, Malaysia, Singapore, Brunei och Vietnam.

## Habitat
Kolpophis annandalei trivs i grunda, leriga kustvatten (Smith 1926). Det finns också dokumenterad förekomst i sötvatten från Pattaniprovinsen i Thailand (Boulenger 1912).